# 양립주의
이 페이지는 자유 의지에 관한 철학적 관점에 대해 설명합니다. 다른 뜻은 용어 양립성을 참조하십시오.
양립주의는 자유 의지와 결정론이 양립 가능한 발상이며, 그것을 논리적인 모순 없이 모두 믿을 수 있다는 신념이다. 양립주의자들은 자유가 형이상학과는 아무 상관 없는 이유의 상황에서 있거나 없을 수 있다고 생각한다. 그들은 다른 개인이나 기관에서의 임의의 방해 없이 하나의 동기에 따라 행동하는 자유로서 자유 의지를 정의한다.
구엘소는 자유의지에 관하여 다음의 세가지 입장이 있음을 발견했다.
1. 때때로 자유롭다. 소프트 결정론, 또는 화해주의자
2. 항상 자유롭다. 자유의지주의
3. 절대 자유롭다. 하드 결정론

## 유신론적 양립주의자(Theistic Compatibilist)
개혁주의에 속하면서 스콜라주의를 이용하는 이들은 주로 양립주의자들이다. 
제롬 잔키우스, 프란시스쿠스 유니우스, 프란시스 고마루스, 기스베르투스 푸티우스, 프란시스 튜레틴등.
구엘소는 조너선 에드워즈가 만일 양립주의자라면, 화해주의자라고 주장한다. 

## 유신론적 비양립주의자(Theistic Incompatibilist)
둔스 스코투스와 루이스 드 몰리나

## 같이 보기
- 자유지상주의 (형이상학)